# 2023년 세계 수영 선수권 대회
2023년 세계 수영 선수권 대회(일본어: 2023年世界水泳選手権)는 2023년 7월 14일부터 7월 30일까지 일본 후쿠오카에서 진행된 세계 수영 선수권 대회이다. 원래는 2021년에 열릴 예정이었으나 2020년 도쿄 하계 올림픽이 코로나19 범유행의 여파로 인해 1년 정도 연기됨에 따라 해당 대회의 개최 시기 또한 변경되었다.

## 개최지 선정
원래 헝가리의 부다페스트에서 열릴 예정이었으나 2017년 멕시코의 과달라하라가 경제난으로 개최권을 반납해, 제17회 대회를 대신 부다페스트에서 개최하게 되었다. 이로 인해 부다페스트는 2021년 세계 선수권 대회 개최를 포기했다.
국제 수영 연맹은 2015년 11월 8일에 아랍에미리트 두바이에서 열린 총회에서 일본 후쿠오카를 2021년 세계 선수권 대회의 최종 개최지로 결정하였다.

## 메달 집계
*   개최국
| 순위 | 국가              | 금메달 | 은메달 | 동메달 | 합계 |
| ---- | ----------------- | ------ | ------ | ------ | ---- |
| 1    | 중화인민공화국    | 20     | 8      | 12     | 40   |
| 2    | 오스트레일리아    | 15     | 9      | 6      | 30   |
| 3    | 미국              | 7      | 22     | 15     | 44   |
| 4    | 일본              | 4      | 1      | 5      | 10   |
| 5    | 프랑스            | 4      | 0      | 4      | 8    |
| 6    | 독일              | 4      | 0      | 3      | 7    |
| 7    | 스페인            | 3      | 2      | 4      | 9    |
| 8    | 이탈리아          | 2      | 7      | 5      | 14   |
| 9    | 영국              | 2      | 5      | 5      | 12   |
| 10   | 캐나다            | 2      | 3      | 5      | 10   |
| 11   | 헝가리            | 2      | 7      | 5      | 14   |
| 12   | 튀니지            | 2      | 1      | 0      | 3    |
| 13   | 리투아니아        | 2      | 0      | 0      | 2    |
| 13   | 스웨덴            | 2      | 0      | 0      | 2    |
| 15   | 네덜란드          | 1      | 2      | 2      | 5    |
| 16   | 오스트리아        | 1      | 2      | 0      | 3    |
| 17   | 남아프리카 공화국 | 1      | 1      | 0      | 2    |
| 17   | 루마니아          | 1      | 1      | 0      | 2    |
| 19   | 멕시코            | 0      | 5      | 2      | 7    |
| 20   | 우크라이나        | 0      | 1      | 1      | 2    |
| 21   | 그리스            | 0      | 1      | 0      | 1    |
| 21   | 콜롬비아          | 0      | 1      | 0      | 1    |
| 21   | 포르투갈          | 0      | 1      | 0      | 1    |
| 21   | 폴란드            | 0      | 1      | 0      | 1    |
| 21   | 홍콩              | 0      | 1      | 0      | 1    |
| 26   | 뉴질랜드          | 0      | 0      | 1      | 1    |
| 26   | 대한민국          | 0      | 0      | 1      | 1    |
| 26   | 브라질            | 0      | 0      | 1      | 1    |
| 26   | 스위스            | 0      | 0      | 1      | 1    |
| 26   | 카자흐스탄        | 0      | 0      | 1      | 1    |
| 합계 | 합계              | 75     | 77     | 74     | 226  |

## 같이 보기
- 세계 수영 선수권 대회